# Норкино (Псковська область)
Норкино (рос. Норкино) — присілок в Опочецькому районі Псковської області Російської Федерації.
Населення становить 139 осіб. Входить до складу муніципального утворення Глубоковська волость.

## Історія
Від 2015 року входить до складу муніципального утворення Глубоковська волость.

## Населення
| 2001 | 2002 | 2010 | 2013 | 2014 | 2015 | 2016 |
| ---- | ---- | ---- | ---- | ---- | ---- | ---- |
| 225  | ↘188 | ↘110 | ↘107 | ↗128 | ↗137 | ↗139 |